# エドワード・フィリップ・リビングストン

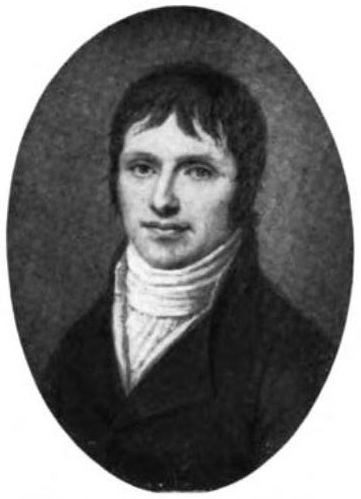

エドワード・フィリップ・リビングストン（Edward Philip Livingston、1779年11月24日  - 1843年11月3日）は、アメリカ合衆国の政治家。

## 家族
ジャマイカのキングストンでフィリップ・フィリップ・リビングストン（1741年 – 1787年、フィリップ・リビングストンの息子）とサラ・（ジョンソン・）リビングストン（1749年頃 - 1802年）の息子として生まれた。1799年、エリザベス・スティーブン・リビングストン（1780年 – 1829年、ロバート・リビングストンの娘）と結婚した。娘のエリザベス・リビングストン（1813年 – 1896年）の曾孫がアンナ・ホール・ルーズベルトである。義父の死後、クラーモント・マナーを受け継ぎ、後に息子クラーモント（1817年 – 1896年）に残した。生家リビングストン家は地元の名家で、多数の政治家を輩出し、ブッシュ家、ルーズベルト家などとも縁戚である。

## 経歴
コロンビア大学を卒業した。
1802年から死ぬまでクラーモント・マナーに居住した。 
ダニエル・トンプキンズ知事の補佐官、義父ロバート・リビングストンが在フランスアメリカ合衆国大使であった時に私設秘書を務めた。
1808年から1812年までニューヨーク州上院議員を務めた。1820年アメリカ合衆国大統領選挙時のアメリカ選挙人団で、ジェームズ・モンローとダニエル・トンプキンズに投票した。第46回ニューヨーク州議会、第47回ニューヨーク州議会でも上院議員を務めた。
1830年にニューヨーク州知事就任を提案されたが、ジャマイカ島出身であることからその権利は疑問を呈された。結局、知事には就任しなかったが、イーノス・トループ州知事の下で1831年から1832年にかけて副知事を務めた。また、1832年アメリカ合衆国大統領選挙の大統領選挙人を務めた。
第61回ニューヨーク州議会、第62回ニューヨーク州議会でも上院議員を務め、1839年10月9日に辞職した。
コロンビア郡クラーモントで死去した。